# Сереброполье
Серебро́полье — деревня в Азовском немецком национальном районе Омской области, в составе Пришибского сельского поселения.
Основано в 1908 году.
Население — 591 чел. (2021)

## Физико-географическая характеристика
Деревня находится в лесостепной зоне Омской области, в пределах Ишимской равнины, являющейся частью Западно-Сибирской равнины). Высота центра населённого пункта — около 110 метров над уровнем моря. Гидрографическая сеть не развита: реки и крупные озёра отсутствуют. В окрестностях деревни распространены чернозёмы остаточно-карбонатные и языковатые обыкновенные.
Сереброполье расположено в 73 километрах южнее Омска и 49 км к югу от районного центра села Азово. Село Пришиб, административный центр сельского поселения, расположено в 3 км к востоку от Сереброполья.
Часовой пояс
Сереброполье, как и вся Омская область, находится в часовой зоне МСК+3. Смещение применяемого времени относительно UTC составляет +6:00.

## История
Названо по серебристому ковылю, росшему в этом месте.
В 1908 году в 3 верстах от посёлка Пришиб, на урочище Тайнча выделяется участок № 732, площадью в 2,4 тысяч десятин. В этом же году в его пределах немецкие переселенцы из ряда губерний Европейской России образуют поселение Сереброполье. По данным на 1911 год, среди первопоселенцев преобладали переселенцы из Екатеринославской губернии — 14 семей, 2 семьи прибыли из Самарской губернии, по одной из Волынской, Таврической, Ставропольской губерний и Области Войска Донского. К этому времени на участке уже было 3 мельницы. Жители на данном участке проживали на отдельных хуторах, поэтому за посёлком также закрепилось такое название, как Сребропольские хутора.
В административном отношении Сереброполье входило в Пришибский сельсовет, Александровскую волость, а с расформированием последней посёлок в 1924 году передан в Одесский район. В феврале этого же года в Сереброполье организуется сельскохозяйственное товарищество «Серебропольское». В сентябре 1927 года учреждается машинное товарищество под названием «Роте Фане» в составе 17 хозяйств (почти половина от их числа в посёлке). В ноябре 1929 года Серебропольское товарищество и товарищество «Роте Фане» по согласию своих членов переходят на устав сельхозартели, названной «Роте Фане». В годы войны были открыты маслодельня, хлебопекарня, колхоз переименован в честь И. В. Сталина.
В период кампании по укрупнению колхозов колхоз имени Сталина был объединён с колхозом «Красный Восток» (деревня Лабинка), колхозом имени К. Либкнехта (село Пришиб) в единый колхоз им. Сталина с центром в селе Пришиб (позже переименован в честь К. Маркса). В результате таких преобразований Сереброполье оказалось на положении бригадного подразделения.

## Население
| 1913 | 1920 | 1926 | 1939 | 1959 | 1970 | 1979 |
| ---- | ---- | ---- | ---- | ---- | ---- | ---- |
| 85   | ↗147 | ↗156 | ↗360 | ↗390 | ↘312 | ↗409 |
| 1989 | 1993 | 2002 | 2006 | 2010 | 2021 |      |
| ↗548 | ↗616 | ↗679 | ↘594 | ↗649 | ↘591 |      |

## Инфраструктура
В селе имеется средняя школа с преподаванием немецкого языка, фельдшерско-акушерский пункт, сельский клуб, центр немецкой культуры, библиотека